# Trofosfamide
Le trofosfamide est un composé organochloré connu comme médicament anticancéreux de la famille des moutardes azotées, testé en phase II d'essais cliniques pour le traitement des sarcome des tissus mous, et plus récemment dans le lymphome diffus à grandes cellules B.